# Vranica

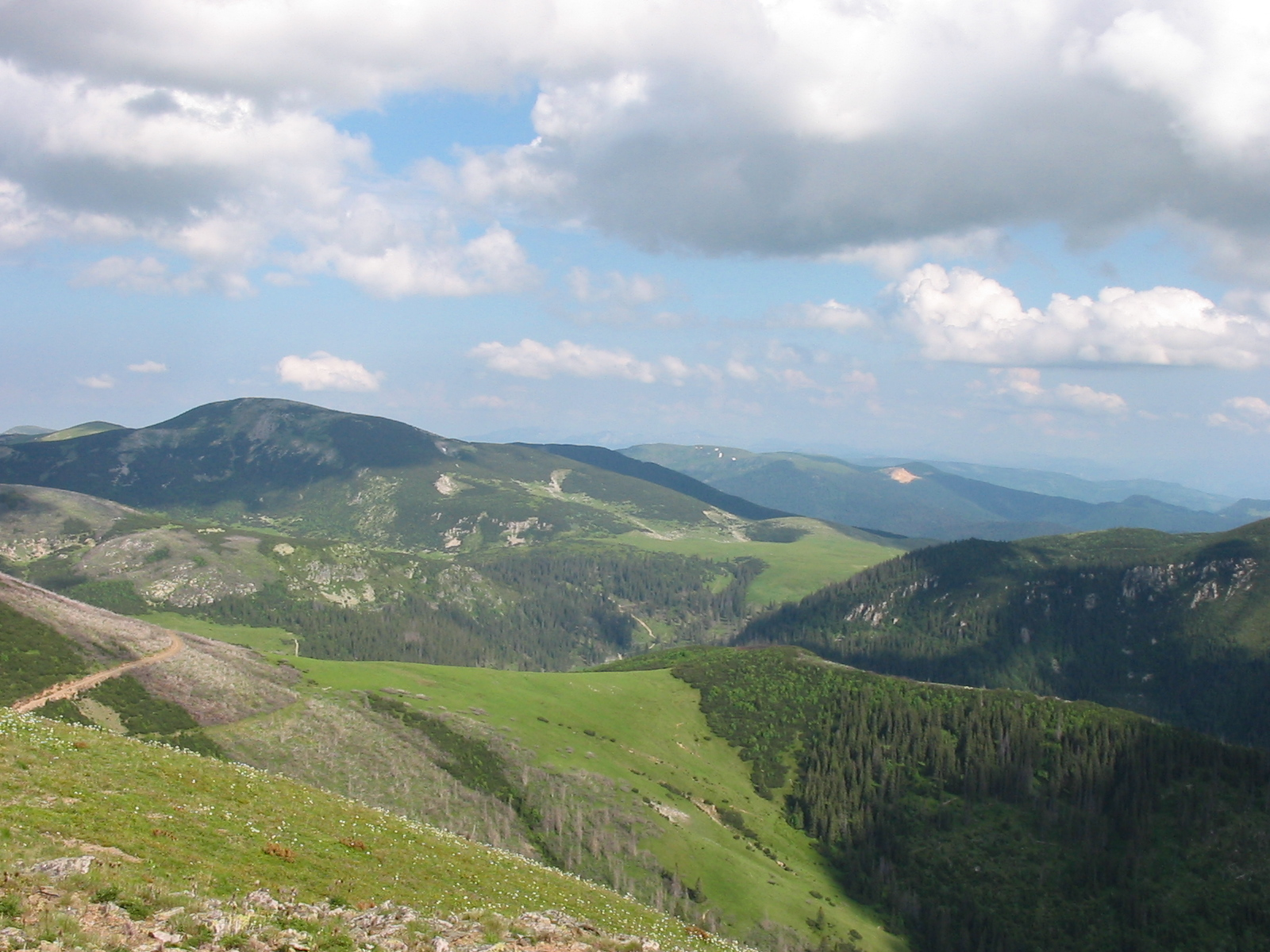
Krajobraz Wranicy

Vranica – masyw górski w Górach Dynarskich. Leży w Bośni i Hercegowinie, niedaleko granicy z Chorwacją. Jego najwyższy szczyt Nadkrstac osiąga wysokość 2115 m.